# Lehel (Monaco di Baviera)

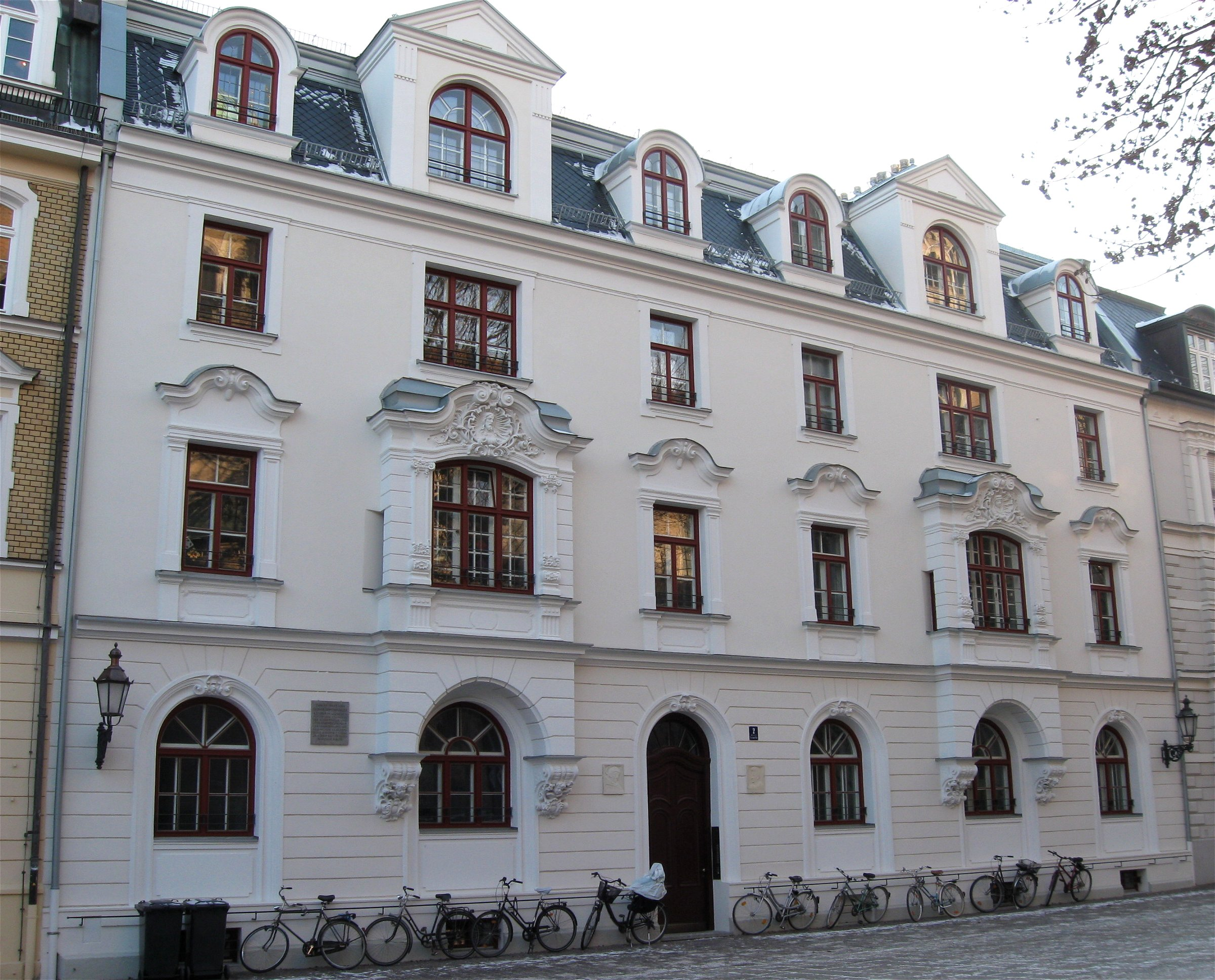
Piazza Sant'Anna Lehel

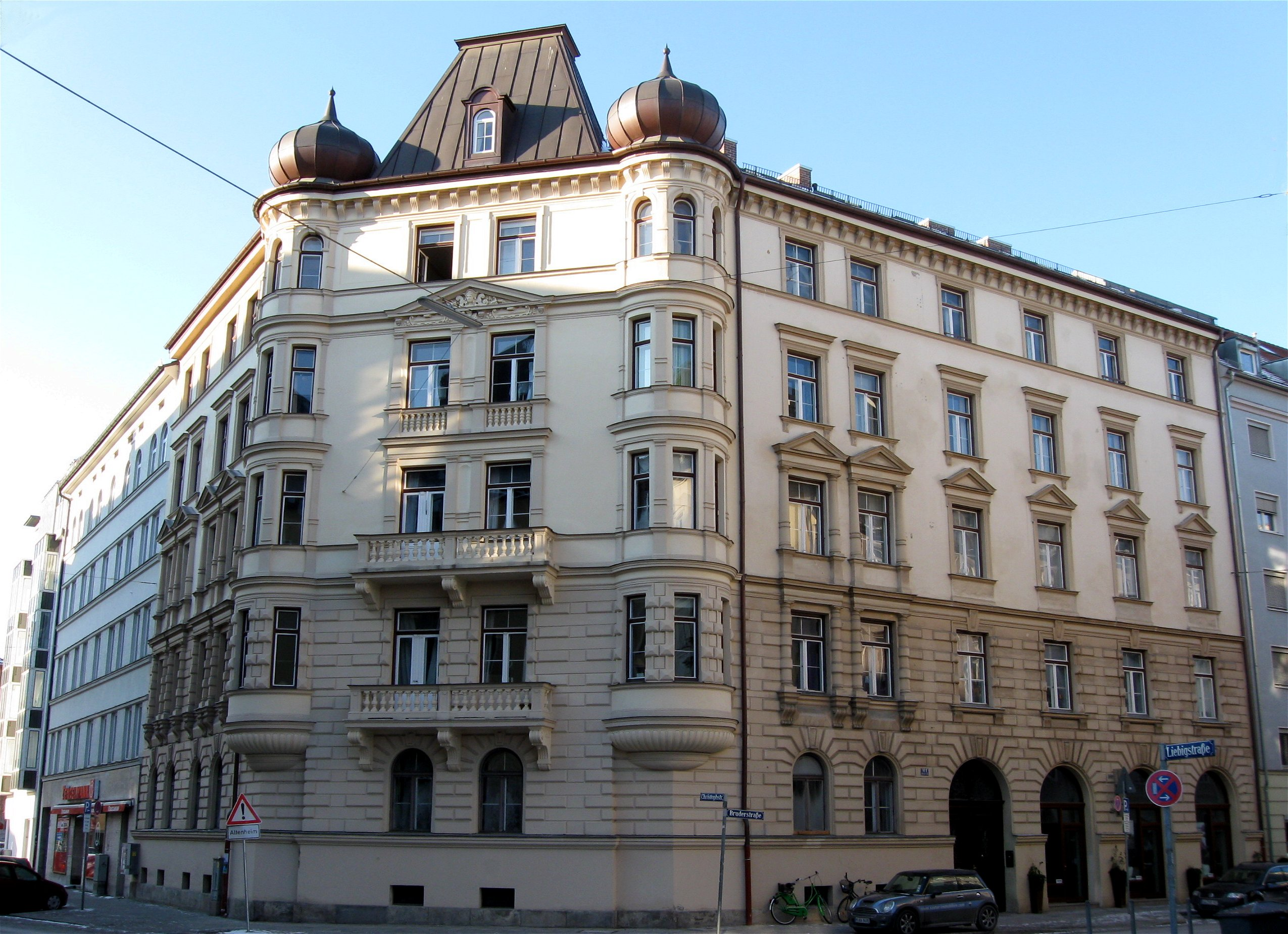
Bruderstraße 1 Lehel

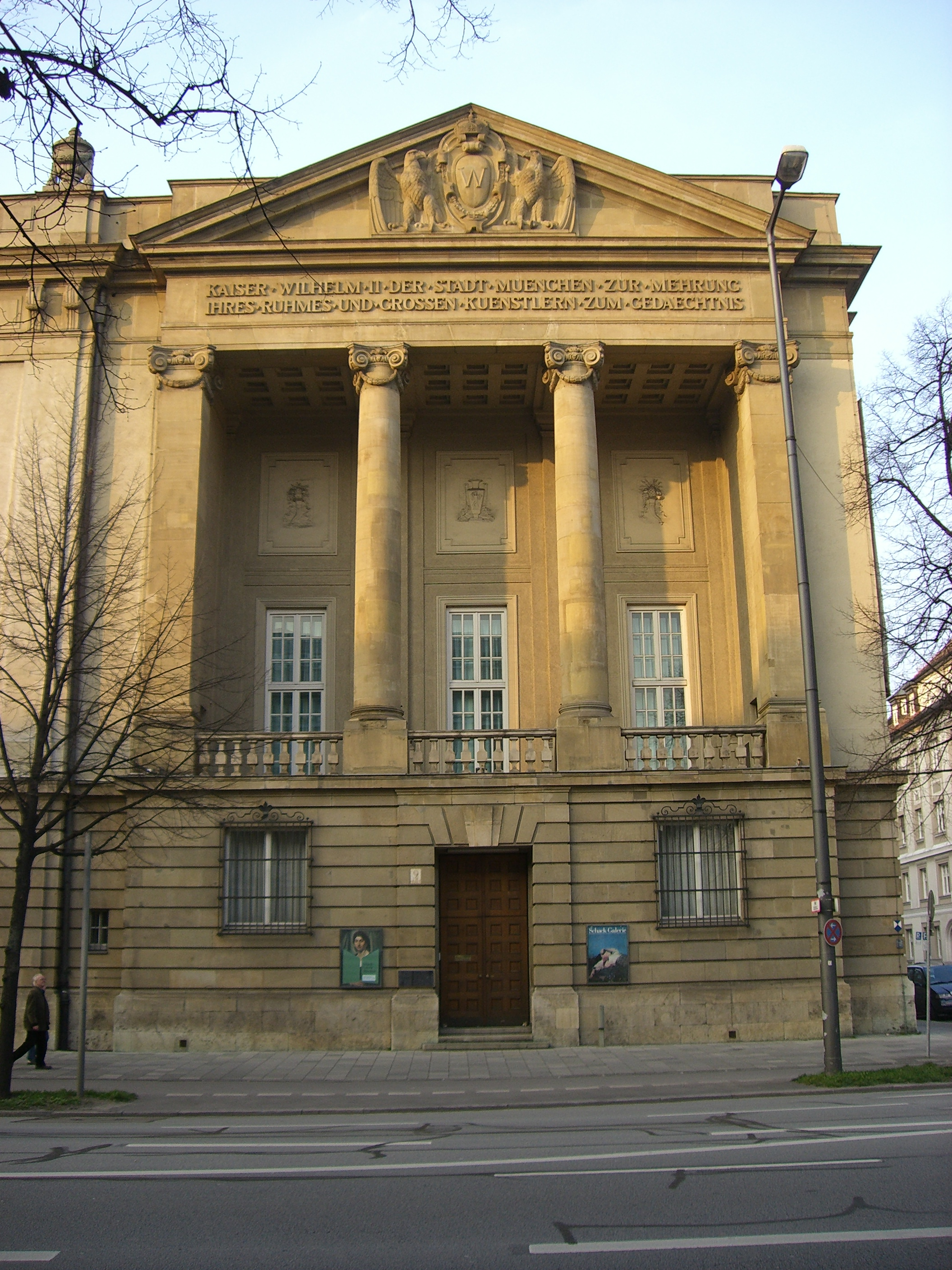
Schack-Galerie

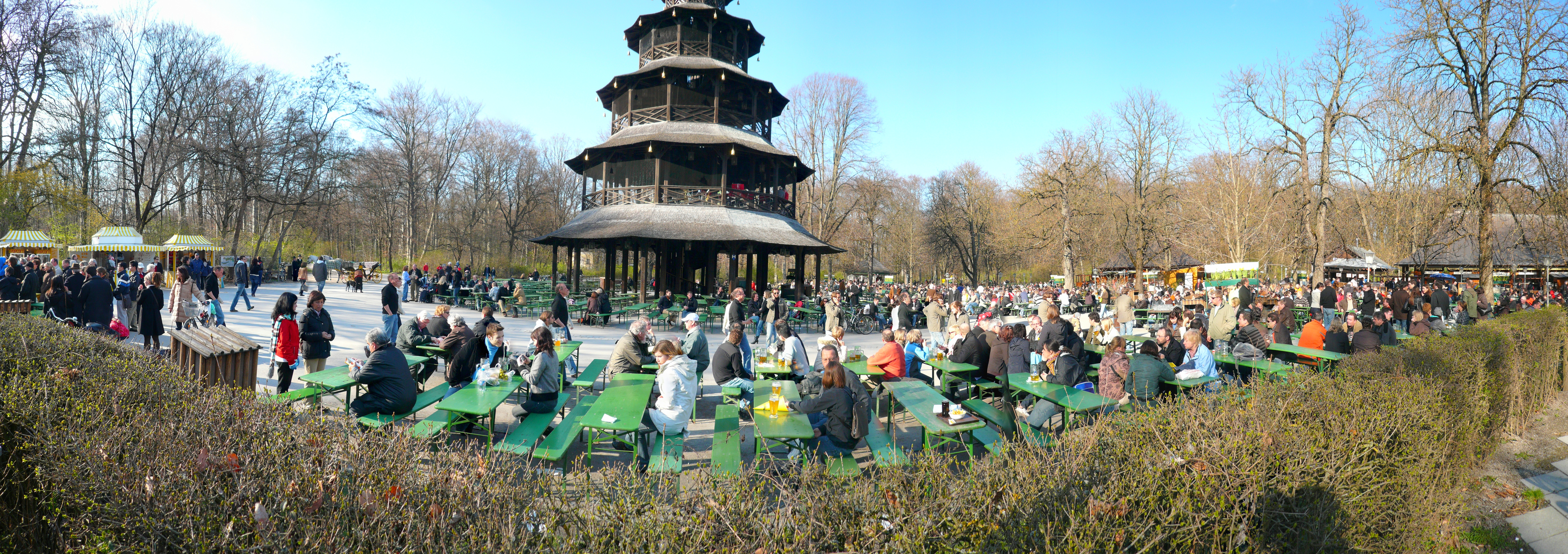
Biergarten alla Torre Cinese

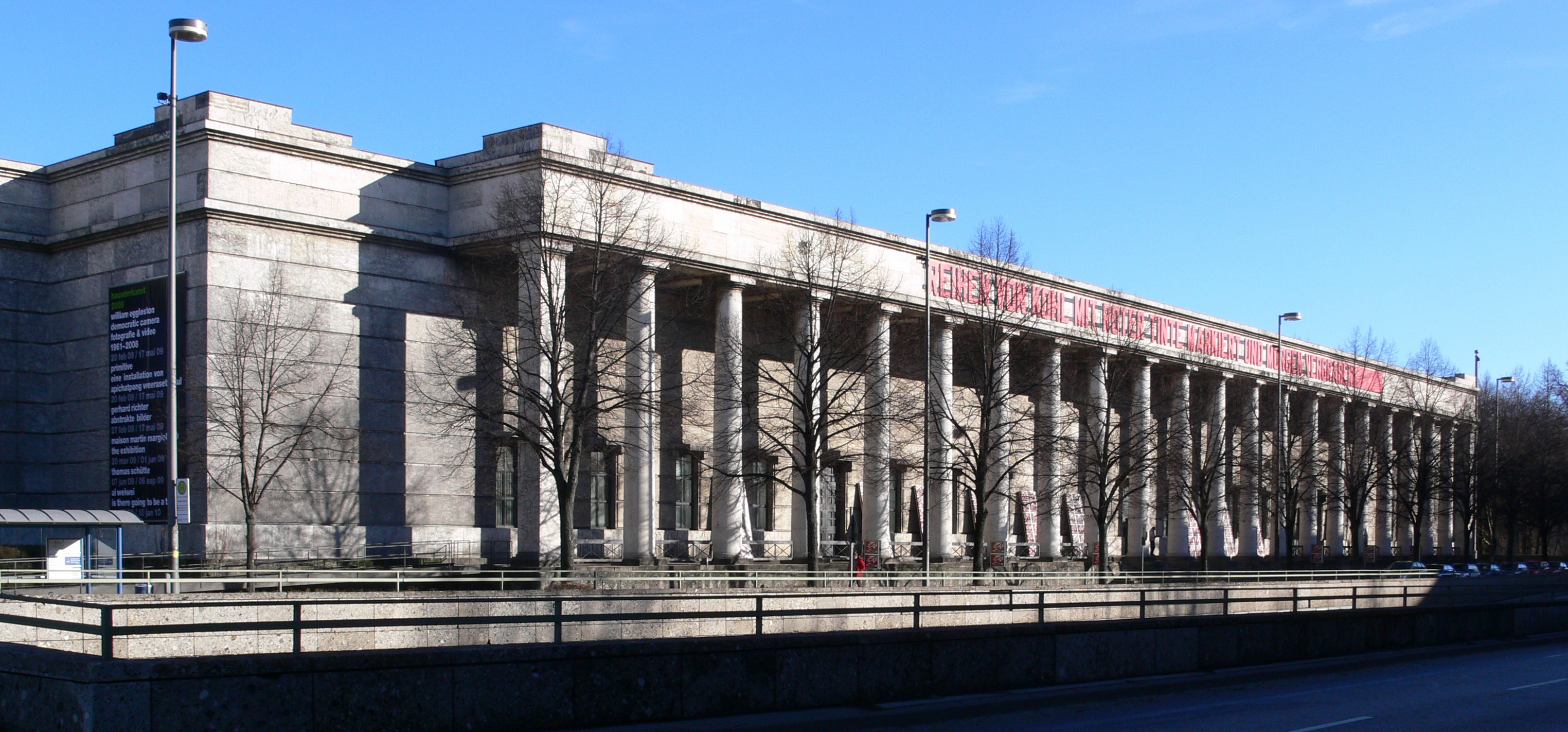
Haus der Kunst

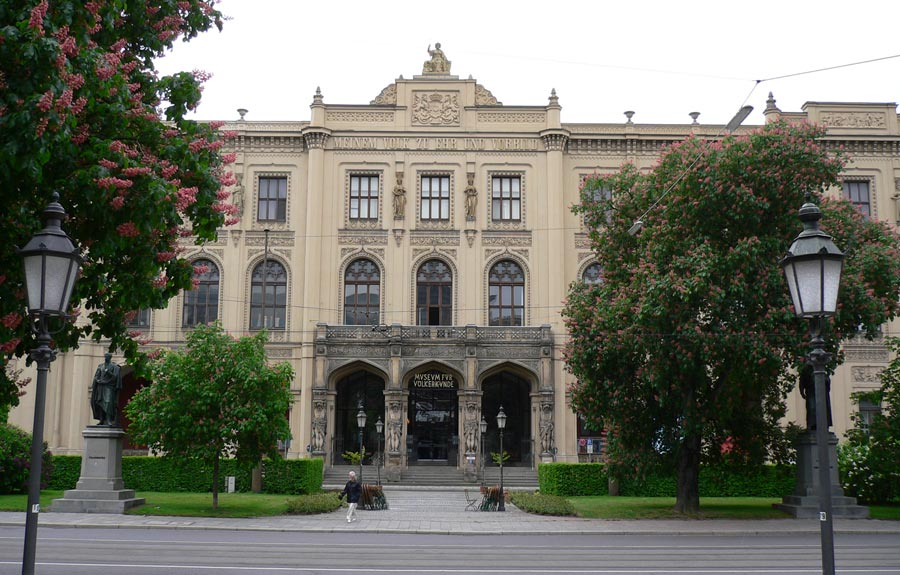
Völkerkundemuseum

Il Lehel è un quartiere di Monaco di Baviera. Si trova a nord est del centro storico con il quale è confinante; a est si trova Haidhausen e a nord ovest Schwabing. 
Uscendo dalla cinta muraria della città, il Lehel era il primo quartiere che si incontrava sulla strada. Posizionato sulle rive dell'Isar, era per questo motivo, soggetto a frequenti inondazioni quando il fiume usciva dagli argini: un quartiere povero, abitato da conciatori e lavandaie, operai e barcaioli che lavoravano sui barconi e vivevano sulle rive del fiume. 
Nell'Ottocento, diventata Monaco capitale del nuovo Regno di Baviera, la situazione cambia anche per il Lehel: sul fiume vengono alzati i muraglioni che canalizzano il corso cittadino dell'Isar e la zona acquista prestigio, diventando ben presto un quartiere elegante, ambito dalla buona borghesia che vi si trasferisce. La zona è protagonista di una riqualificazione urbanistica e, negli ultimi anni dell'Ottocento, viene costruita anche la prima chiesa del quartiere, la Chiesa parrocchiale di Sant'Anna dall'architetto Gabriel von Seidl, che tra il 1894 e il 1899 progettò anche il Museo nazionale bavarese.

## Monumenti e luoghi d'interesse
- Chiesa di St. Anna nel Lehel
- Chiesa conventuale di Sant'Anna nel Lehel
- Chiesa di San Luca (Monaco di Baviera)
- Schackgalerie
- Fontana della dea Fortuna
- Museo Statale Bavarese di Etnologia
- Monumento di Massimiliano II di Baviera
- Torre Cinese
- Haus der Kunst
- Giardino Inglese